# Lawe Gekh Gekh
Lawe Gekh Gekh is een bestuurslaag in het regentschap Aceh Tenggara van de provincie Atjeh, Indonesië. Lawe Gekh Gekh telt 491 inwoners (volkstelling 2010).